# The Wonder
Pour plus de détails, voir Fiche technique et Distribution.
The Wonder est un film américano-britannico-irlandais réalisé par Sebastián Lelio, sorti en 2022.

## Synopsis
L'histoire d'Anna O'Donnell, âgée de 11 ans, qui semble ne jamais s'alimenter. Une infirmière anglaise et une nonne vont ainsi passer 15 jours à ses côtés pour percer ce mystère... ou confirmer que l'enfant est une sainte.

## Fiche technique
- Titre : The Wonder
- Réalisation : Sebastián Lelio
- Scénario : Alice Birch et Sebastián Lelio, d'après le roman éponyme d'Emma Donoghue
- Musique : Matthew Herbert
- Direction artistique : Daryn McLaughlan
- Décors :
- Costumes : Odile Dicks-Mireaux
- Photographie : Ari Wegner (en)
- Montage : Kristina Hetherington
- Production : Ed Guiney, Juliette Howell, Andrew Lowe, Tessa Ross
- Coproduction : Angus Lamont
- Production déléguée : Len Blavatnik, Danny Cohen, Emma Donoghue
- Production exécutive : Patrick O'Donoghue, Jasmina Torbati
- Sociétés de production : Element Pictures (en), House Productions[1]
- Société de distribution : Netflix
- Pays de production :  Irlande,  Royaume-Uni,  États-Unis
- Langue originale : anglais
- Format : couleur — 2,39:1
- Genre : drame, thriller
- Durée : 103 minutes
- Dates de sortie :
  - États-Unis : 2 septembre 2022 (Festival du film de Telluride)
  - Royaume-Uni : 7 octobre 2022 (Festival du film de Londres)
  - France : 17 octobre 2022 (Festival Lumière, à Lyon)[2]
  - Irlande : 2 novembre 2022
  - Monde : 16 novembre 2022 (Netflix)

## Distribution
- Florence Pugh (VF : Ludivine Maffren) : Lib Wright, une infirmière anglaise
- Tom Burke (VF : Eric Aubrahn) : William Byrne, un journaliste
- Kíla Lord Cassidy (en) (VF : Jaynelia Coadou) : Anna O'Donnell
- Elaine Cassidy (VF : Barbara Delsol) : Rosaleen O'Donnell, la mère d'Anna
- Niamh Algar (VF : Olivia Luccioni) : Kitty O'Donnell, dont la position dans la famille est ambiguë[3]
- Caolán Byrne : Malachy O'Donnell, le père d'Anna
- Toby Jones (VF : Loïc Houdré) : Dr McBrearty
- Ciarán Hinds (VF : Paul Borne) : le père Thaddeus
- David Wilmot (en) (VF : Jérôme Keen) : Seán Ryan
- Ruth Bradley : Maggie Ryan
- Brían F. O'Byrne : John Flynn
- Dermot Crowley (VF : Patrick Raynal) : Monsieur Otway
- Josie Walker (en) : sœur Michael

## Production
Le tournage a commencé en Irlande en août 2021,.

## Distinctions

### Récompenses
- British Independent Film Awards 2022 : meilleure musique originale

### Nominations
- Festival international du film de Saint-Sébastien 2022 : meilleur film
- British Independent Film Awards 2022 :
  - meilleur film britannique indépendant ;
  - meilleur réalisateur ;
  - meilleur scénario ;
  - meilleure interprétation ;
  - meilleur espoir ;
  - meilleure photographie ;
  - meilleurs costumes ;
  - meilleurs maquillage et coiffure ;
  - meilleurs décors ;
  - meilleur son ;
  - meilleure interprétation d'ensemble.
- British Academy Film Awards 2023 : meilleur film britannique

### Sélections
- Festival du film de Telluride 2022
- Festival international du film de Toronto 2022
- Festival du film de Londres 2022
- Festival Lumière 2022 (Lyon)

## Autour du film
Le film, tout comme le roman d'Emma Donoghue, s'inspire du phénomène de jeûne par de nombreuses jeunes filles à l'époque victorienne (fasting girls), et en particulier du cas de Sarah Jacob (en).